# Echinodesmodora axi
Echinodesmodora axi is een rondwormensoort uit de familie van de Desmodoridae.